# Mistrzostwa Świata w Narciarstwie Szybkim 2022
Mistrzostwa Świata w narciarstwie szybkim 2022 rozegrane zostały w dniach 28 - 30 stycznia 2022 w Vars. Odbyły się dwie konkurencje, przejazd kobiet i przejazd mężczyzn. Mistrzostwa świata po raz czwarty odbyły się we Francji.
Początkowo zmagania miały odbyć się w 2021 roku, lecz zostały odwołane.

## Mężczyźni
| Pozycja | Zawodnik             | Kraj       | Prędkość km/h | Różnica prędkości km/h |
| ------- | -------------------- | ---------- | ------------- | ---------------------- |
| 1       | Simon Billy          | Francja    | 208.32        | —                      |
| 2       | Manuel Kramer        | Austria    | 206.90        | 1.42                   |
| 3       | Simone Origone       | Włochy     | 206.36        | 1.96                   |
| 4       | Bastien Montès       | Francja    | 202.52        | 5.80                   |
| 5       | Klaus Schrottshammer | Austria    | 201.45        | 6.87                   |
| 6       | Philippe May         | Szwajcaria | 200.69        | 7.63                   |
| 7       | Michal Bekes         | Słowacja   | 199.37        | 8.95                   |
| 8       | Michaił Szumilin     | Rosja      | 198.74        | 9.58                   |
| 9       | Ivan Origone         | Włochy     | 197.83        | 10.49                  |
| 10      | Antero Holmila       | Finlandia  | 197.75        | 10.57                  |
| ...     |                      |            |               |                        |

## Kobiety
| Pozycja | Zawodnik            | Kraj      | Prędkość km/h | Różnica prędkości km/h |
| ------- | ------------------- | --------- | ------------- | ---------------------- |
| 1       | Valentina Greggio   | Włochy    | 201.29        | —                      |
| 2       | Cléa Martinez       | Francja   | 196.85        | 4.44                   |
| 3       | Britta Backlund     | Szwecja   | 193.26        | 8.03                   |
| 4       | Hanna Matslofva     | Szwecja   | 190.33        | 10.96                  |
| 5       | Mathlida Persson    | Szwecja   | 169.59        | 31.70                  |
| 6       | Marta Visa Carol    | Hiszpania | 184.53        | 16.76                  |
| 7       | Lisa Fournet Fayard | Francja   | 181.67        | 19.62                  |
| 8       | Lisa Hovland-Uden   | Szwecja   | 165.68        | 35.61                  |

## Klasyfikacja medalowa
| Miejsce | Państwo | złoto | srebro | brąz | Razem |
| ------- | ------- | ----- | ------ | ---- | ----- |
| 1.      | Francja | 1     | 1      | 0    | 2     |
| 2.      | Włochy  | 1     | 0      | 1    | 2     |
| 3.      | Austria | 0     | 1      | 0    | 1     |
| 4.      | Szwecja | 0     | 0      | 1    | 1     |